# Мардарій I (владика Чорногорії)
Мардарій I (*Мардарије Корнећанин, д/н — бл.1662) — митрополит Чорногорії у 1637—1662 роках.

## Життєпис
Походив з роду Ускоковичів. Народився в Корнеті (тоді входила до нахії Леш, на території сучасної Албанії), тому мав прізвисько Корнечанин. Близько 1625 року стає ігуменом Цетинського монастиря. Перша письмова згадка відноситься до 1631 року.
Близько 1637 року Мардарій стає митрополитом Чорногорського і Приморського. При цьому зберіг посаду ігумена. Як світський правитель отримав Которську затоку. Того ж року владика звертався по допомогу до османської влади — проти селян, що силою захопили монастирські землі. Згодом змусив клан Паштровичів визнати свою зверхність.
У 1638 році Мардарій I провів перемовини з папським легатом Франческо Леонарді про можливий союз проти Османської імперії. Дізнавшись про це, османи запроторили владику до в'язниці, але 1639 або 1640 року звільнили.
Мардарій I знову провів перемовини з Леонарді в Которі, після чого в 1640 році уклав унію зі Папською державою на чолі із Урбаном VIII і мав намір визнати зверхність Венеціанської республіки. Церковна унія тривала до смерті Мардарія I. Останні роки співволодарем митрополита був Віссаріон II Колінович. 
Остання згадка відновиться до 1659 року. Помер близько 1662 року.